# Espinho (Portugal)
Espinho is een gemeente in het Portugese district Aveiro.
De gemeente heeft een totale oppervlakte van 21 km² en telde 33.701 inwoners in 2001.

## Plaatsen in de gemeente
- Anta
- Espinho
- Guetim
- Paramos
- Silvalde

## Geboren
- António Leitão (1960-2012), langeafstandsloper
- João Brenha (1970), beachvolleyballer
- Celestino Pinho (1984), wielrenner